# Pocota bomboides
Pocota bomboides är en tvåvingeart som beskrevs av Hunter 1897. Pocota bomboides ingår i släktet pälsblomflugor, och familjen blomflugor. Inga underarter finns listade i Catalogue of Life.